# Ярутка пронзённая
Ярутка пронзённая (лат. Thlaspi perfoliatum) — вид однолетних травянистых растений рода Ярутка (Thlaspi) семейства Капустные (Brassicaceae).

## Экология и распространение
Встречается в Северной Африке, Европе, на Ближнем Востоке и Средней Азии. На территории России встречается в европейской части, Предкавказье и Алтайском крае.
Произрастает на каменистых склонах, скалах, у дорог, на лугах, среди кустарников. 

## Ботаническое описание
Стебель обычно ветвистый, голый, сизо-зелёный, высотой 5—35 см.
Листья цельнокрайные или неясно-зубчатые; прикорневые черешковые, обратно-овальные; стеблевые — продолговато-овальные, стеблеобъемлющие.
Лепестки продолговатые, длиной 2,5—3 мм.
Стручочки обратно-сердцевидные, длиной 6—7 мм, шириной 4,5—6 мм, гнёзда 2—4-семянные. Семена коричневые, длиной около 1,25 мм, шириной до 1 мм.

## Значение и применение
По наблюдениям, в Туркменистане поедалась скотом.
Вредный сорняк посевов.

## Классификация

### Представители
В рамках виды выделяют несколько подвидов:
- Thlaspi perfoliatum subsp. perfoliatum
- Thlaspi perfoliatum subsp. tineoi (Paol.) Maire

### Таксономическое положение
Вид Ярутка пронзённая входит в род Ярутка (Thlaspi) семейства Капустные (Brassicaceae) порядка Капустоцветные (Brassicales).
|  |                                      |  |                                                             |                                                             |                     |  | ещё 14 семейств (согласно Системе APG II) | ещё 14 семейств (согласно Системе APG II)         |                                                   |  |  |  | ещё около 70 видов |
|  |                                      |  |                                                             |                                                             |                     |  | ещё 14 семейств (согласно Системе APG II) | ещё 14 семейств (согласно Системе APG II)         |                                                   |  |  |  | ещё около 70 видов |
|  |                                      |  |                                                             | порядок Капустоцветные                                      |                     |  |                                           |                                                   | род Ярутка                                        |  |  |  |                    |
|  |                                      |  |                                                             | порядок Капустоцветные                                      |                     |  |                                           |                                                   | род Ярутка                                        |  |  |  |                    |
|  | отдел Цветковые, или Покрытосеменные |  |                                                             |                                                             | семейство Капустные |  |                                           |                                                   | вид Ярутка пронзённая                             |  |  |  |                    |
|  | отдел Цветковые, или Покрытосеменные |  |                                                             |                                                             | семейство Капустные |  |                                           |                                                   |                                                   |  |  |  |                    |
|  |                                      |  | ещё 44 порядка цветковых растений (согласно Системе APG II) | ещё 44 порядка цветковых растений (согласно Системе APG II) |                     |  |                                           | ещё множество родов, в том числе Сурепка, Капуста | ещё множество родов, в том числе Сурепка, Капуста |  |  |  |                    |
|  |                                      |  |                                                             | ещё 44 порядка цветковых растений (согласно Системе APG II) |                     |  |                                           |                                                   | ещё множество родов, в том числе Сурепка, Капуста |  |  |  |                    |